# 日本肝臓学会
一般社団法人日本肝臓学会（にほんかんぞうがっかい、英文名 The Japan Society of Hepatology）は、肝臓学に関する研究の進歩・普及を図る目的で1965年に設立された約1万人を擁する学会（1959年に設立された国際肝臓研究会日本支部を発展的に改組）。
1968年、日本医学会の分科会として加入が承認、1986年に社団法人として設立が認可、1989年から認定医制度が発足。
事務局を東京都文京区本郷3丁目28番10号 柏屋2ビル5階に置いている。　 

## 事業
- 肝臓学に関する研究集会・学術講演等の開催、機関誌の発行、日本国内外の関連学術団体との連絡・協力など[1]

## 機関誌
- 『肝臓』 （和文誌）毎月
- 『Hepatology Research』（欧文誌）毎月